# Mykobiota Polski
Mykobiota Polski – ogół gatunków grzybów (mykobiota) występujących na terenie Polski w jej obecnych granicach. Dawniej wykaz taksonów grzybów dla określonego obszaru nazywano florą grzybów, mikoflorą lub mykoflorą. Obecnie te nazwy są błędne, grzyby bowiem we współczesnej taksonomii nie są już zaliczane do roślin, lecz stanowią odrębne królestwo.

## Liczba gatunków
Liczbę gatunków grzybów występujących w Polsce można podać tylko z dużym przybliżeniem. Dokładne jej ustalenie jest niemożliwe z kilku powodów:
- wciąż znajdywane są gatunki do tej pory w Polsce nieznane, w przypadku grzybów mikroskopijnych zdarza się to dość często
- niektórych gatunków dawniej zaliczonych do mykobioty Polski od dłuższego już czasu nie udało się odnaleźć. Są uznane za gatunki w Polsce wymarłe, jednak zdarza się, że zostają powtórnie odnalezione
- w taksonomii grzybów odbywa się wielkie porządkowanie taksonów. Wiele z nich zostaje w wyniku tych prac uznane za synonimy innych taksonów, co powoduje zmniejszenie liczby taksonów. Z kolei zdarza się, że przybywa nowych taksonów w wyniku rozbicia któregoś z taksonów na dwa lub więcej innych. O skali tych przemian może świadczyć fakt, że np. w obrębie rodzaju Septoria opisano na świecie ponad 2000 gatunków. W wyniku prowadzonych w ostatnich latach badań molekularnych, obserwacji kultur hodowanych na pożywkach, oraz badań genetycznych, już w 2012 r. liczba ta zmniejszyła się do 1070, a prace nad taksonomią tego rodzaju trwają nadal i liczba ta wciąż zmniejsza się[2]. Podobnie jest w wielu innych grupach grzybów, zwłaszcza grzybów mikroskopijnych[3]
- są gatunki wątpliwe, czyli takie, co do których istnieje uzasadnione podejrzenie, że zostały błędnie rozpoznane[4]
- co jakiś czas pojawiają się gatunki z innych obszarów geograficznych, do tej pory w Polsce nie występujące. Są to tzw. gatunki zawleczone.

Na mykobiotę składają się gatunki zaliczane do kilku grup organizmów tradycyjnie zaliczanych do grzybów:
1. Wielkoowocnikowe grzyby zaliczane do podstawczaków. Władysław Wojewoda w 2003 r. wymienił ich w swoim opracowaniu około 2550 gatunków[4]. Było to pełne zestawienie gatunków tych grzybów, ale od czasu wydania jego pracy znaleziono na terenie Polski jeszcze wiele nowych gatunków[5]
2. Wielkoowocnikowe workowce. W opracowaniu Alicji Chmiel z 2006 r. jest ich 785 gatunków[6]. Od tego czasu liczba gatunków workowców zmieniła się jeszcze bardziej niż podstawczaków[5]
3. Porosty i grzyby naporostowe. Opracowanie W. Fałtynowicza z 2003 r. podaje 1768 gatunków[7]
4. Grzyby mikroskopijne. Wiesław Mułenko i inni w 2008 r. opracowali wstępną liczbę grzybów mikroskopijnych w Polsce obejmująca pozostałe grzyby nie uwzględnione w powyższych opracowaniach. Podają 5969 gatunków, zastrzegając, że nie jest to pełny wykaz. Do grzybów mikroskopijnych zaliczyli również lęgniowce, które obecnie należą do odrębnej grupy Chromista, jednak tradycyjne zaliczane są do grzybów[3]. W grupie grzybów mikroskopijnych liczba gatunków zmienia się najbardziej dynamicznie[8].

Łącznie w opracowaniach tych podano 11 294 gatunków grzybów występujących w Polsce. Jest to tylko przybliżona liczba gatunków. Liczbę gatunków grzybów prawdopodobnie występujących w Polsce ocenia się na 14,6–16,1 tysiąca.
Bardziej pełny i bardziej aktualny wykaz gatunków grzybów wielkoowocnikowych jest w serwisie internetowym grzyby.pl. Obejmuje on podane przez W. Wojewodę i A. Chmiel wykazy wielkowocnikowych podstawczaków i workowców, wybrane gatunki grzybów mikroskopijnych, oraz późniejsze odkrycia wraz z literaturą dokumentującą stanowiska tych grzybów.

## Charakterystyka mykobioty Polski
- Część gatunków to grzyby pospolite, część występuje rzadko, część to gatunki bardzo rzadkie i zagrożone wyginięciem. Są też nieliczne uznane za wymarłe, ale nadal zaliczane do mykobioty Polski. Na „Czerwonej liście roślin i grzybów Polski” są 963 gatunki grzybów wielkoowocnikowych. Są to gatunki zagrożone w różnych kategoriach zagrożenia. Wśród nich 53 to gat. wymarłe (Ex), 425 wymierające (E), 175 narażonych na wymarcie (V), 270 rzadkich (R) i 15 o nieokreślonym zagrożeniu (I)[9].
- Wśród grzybów wielkoowocnikowych około 1100–1400 gatunków to grzyby jadalne, wśród nich około 60–80 to doskonałe grzyby jadalne. Około 200–250 gatunków to grzyby trujące, pozostałe to grzyby niejadalne. Około 35–40 gatunków to grzyby halucynogenne[8]
- Istnieją gatunki grzybów leczniczych. Należą do nich: błyskoporek podkorowy Inonotus obliquus, czernidłak kołpakowaty Coprinus comatus, pieczarka dwuzarodnikowa Agaricus bisporus, pniarek lekarski Fomitopsis officinalis, soplówka jeżowata Hericium erinaceus, wrośniak różnobarwny Trametes versicolor, żagwica listkowata Grifola frondosa[8].
- Do mykobioty Polski zalicza się również grzyby uprawne. Wśród grzybów uprawianych w celach konsumpcyjnych najważniejsze to pieczarka dwuzarodnikowa i boczniak ostrygowaty.
- Część gatunków to grzyby chronione. Na podstawie rozporządzenia z 9 października 2014 r. ochronie prawnej podlega 117 gatunków, w tym pod ścisłą ochroną prawną są 54 gatunki grzybów, pod ochroną częściową 63 gatunki[10]. Na liście chronionych porostów jest 176 gatunków podlegających ścisłej ochronie i 27 częściowo chronionych[11].
- Najliczniejsze w gatunki rodzaje zarejestrowanych grzybów w Polsce (stan na 2023 r.):
  - wśród grzybów wielkoowocnikowych: zasłonak Cortiniarius – 218, dzwonkówka Entoloma – 160[12], strzępiak Inocybe – 113, gołąbek Russula – 110, grzybówka Mycena – ok. 90, mleczaj Lactarius – 75, kruchaweczka Psathyrella – ok. 55, lejkówka Clitocybe – ok. 55, gąska Tricholoma – ok. 50, stożkówka Conocybe – 46, łysiczka Psilocybe – ok. 40, hełmówka Galerina – 36, wilgotnica Hygrocybe – 35, wodnicha Hygrophorus – ok. 35, pieczarka Agaricus – ok. 30[4],
  - wśród grzybów mikroskopijnych: Septoria – 200, Phyllosticta – 158, Puccinia – 156, Peronospora – 134, Ramularia – 132, Ascochyta – 108 (po uwzględnieniu zmian taksonomicznych do 2019 r.)[3].
- Około 95% gatunków to grzyby właściwe[8].